# Acta Physiologica
Acta Physiologica è una rivista scientifica mensile sottoposta a revisione paritaria, pubblicata dalla Wiley-Blackwell per conto della Società fisiologica scandinava.
Secondo il Journal Citation Reports, nel 2021 la rivista ha ricevuto un fattore di impatto pari a 7,523. È la rivista ufficiale della Federazione Europea delle Società di Fisiologia.
La rivista pubblica lavori nel campo della fisiologia umana e delle scienze correlate.
Fu fondata nel 1889 con il nome di Skandinavisches Archiv für Physiologie e ribattezzata Acta Physiologica Scandinavica nel 1940, prima di assumere il nome attuale nel 2006.
La modalità di pubblicazione è ibrida: una parte degli articoli è ad accesso aperto, mentre un'altra è consultabile soltanto dagli utenti in abbonamento.